# HEART to HEART
『HEART to HEART』（ハート・トゥ・ハート）は、1977年9月21日に発売されたRAJIE（ラジ）の1枚目のソロ・アルバム。

## 解説
相馬淳子名義で在籍していたポニーテールを脱退後、1977年にCBS・ソニー移籍第1弾として発表したRAJIE（ラジ）名義のソロ・アルバム。
ポニーテール時代から楽曲やアレンジの提供を受けていた高橋信之や加藤和彦など、関連ミュージシャンのサポートを得て制作された。
ソロ・デビュー・シングル曲「HOLD ME TIGHT」、日産のCM曲に使われた「愛はたぶん」が収録されている。
ディスクジャケットの写真はクロード芹沢による撮影。RAJIEが着用している衣装は、高橋信之の実姉である伊藤美恵が経営していたブティック「BUZZ SHOP」の製品である。

## 収録曲
全編曲：後藤次利（特記を除く）
アナログレコードでは#1から#5までがA面、#6から#10までがB面に収録。
曲名と時間表記は初出アナログレコードに基づく。
1. HOLD ME TIGHT - (3:45)
作詞：竜真知子　作曲：高橋ユキヒロ
この楽曲はRAJIEのソロ・デビューシングルとして#5とのカップリングで発売された[2]。
2. 静かな瞳～ - (3:23)
作詞：来生えつこ　作曲：高橋ユキヒロ
3. IT'S ME…IT'S YOU - (4:30)
作詞：高橋ユキヒロ,クリス・モズデル
作曲：後藤次利
4. さらさらの町 - (3:40)
作詞：来生えつこ　作曲：後藤次利
5. 愛はたぶん - (2:52)
作詞：山川啓介　作曲・編曲：高橋信之
この楽曲は日産スカイラインのCMに使われた。
6. THE TOKYO TASTE - (3:30)
作詞：高橋ユキヒロ,クリス・モズデル
作曲：後藤次利,高橋ユキヒロ
7. 素敵なフィーリング  - (4:15)
作詞：竜真知子　作曲：後藤次利
8. 気分を出してもう一度 - (4:19)
作詞：安井かずみ　作曲：加藤和彦
9. エアポート - (2:00)
作詞：竜真知子　作曲：高橋信之
10. HEART TO HEART – How do you do, everybody I love you - (4:05)
作詞：高橋ユキヒロ,クリス・モズデル
作曲：高橋ユキヒロ

## クレジット
- エグゼクティブ・プロデューサー - 高久光雄
- アシスタント・ディレクター - 須藤晃
- エンジニア - 天野貴之
- アシスタント・エンジニア - 高本秀一・富田哲郎
- ジャケット・コスチューム - BUZZ Shop Co.
- メイク&ヘアー - 岸健二
- フォトグラフ - クロード芹沢
- デザイン - 吉田修一
- レコーディング - CBS/SONY 1st&2nd 六本木スタジオ、サウンドシティ・スタジオ
- 録音期日 - 1977年7月8日 - 8月16日
- スペシャル・サンクス - 倉田真二、木村彰利、明石昭夫

### ミュージシャン
- RAJIE - ヴォーカル、コーラス
- 南佳孝 - デュエット・ヴォーカル (#6)
- 後藤次利 - ベース
- 高橋ユキヒロ - ドラムス、ヴィブラフォン、マリンバ、コーラス
- 鈴木茂 - ギター
- 松木恒秀 - ギター・ソロ (#4)
- 斎藤ノブ - パーカッション
- 林立夫 - パーカッション (#1, #7)
- 今井裕 - エレクトリック・ピアノ (#2, #8, #9)、アコースティック・ピアノ (#7)、スタイナー・パーカー・シンセサイザー (#5)、チェレスタ (#10)
- 坂本龍一 - エレクトリック・ピアノ (#4, #10)、アコースティック・ピアノ (#10)、CS-80 (#1, #6)
- 佐藤準 - エレクトリック・ピアノ (#3, #6, #7)、アコースティック・ピアノ (#1, #3)、ハモンド・オルガン (#3)
- 風間文彦 - アコーディオン (#9)
- ジェイク・H.コンセプション・グループ - ブラス
- 萩田光雄 - ストリングス・アレンジ (#1, #4, #6, #10)
- 高橋信之 - ストリングス&ブラス、リズム・アレンジ (#5)
- 後藤次利 - サウンド・プロデュース、ベーシック・アレンジ (#5を除く)
- 高橋ユキヒロ - サウンド・プロデュース、コーラス・アレンジ

## 発売履歴
| 形態 | 発売日         | レーベル                 | 品番       | アートワーク | 解説                       | リマスタリング | 初出/再発 | 備考                                                          |
| ---- | -------------- | ------------------------ | ---------- | ------------ | -------------------------- | -------------- | --------- | ------------------------------------------------------------- |
| LP   | 1977年09月21日 | CBS/SONY                 | 25AH 295   | クロード芹沢 | なし                       | なし           | 初出      |                                                               |
| CD   | 1991年06月15日 | Sony Records             | SRCL 1889  | クロード芹沢 | なし                       | なし           | 初出      | CD選書                                                        |
| CD   | 2005年09月21日 | GT music ⁄ SMDR          | MHCL 644   | クロード芹沢 | 小川真一                   |                | 再発      |                                                               |
| CD   | 2014年10月27日 | BRIDGE-inc. / CS RECORDS | BRIDGE-236 | クロード芹沢 | ラジ & 高橋幸宏 / 高久光雄 | 吉田保         | 再発      | 【吉田保 リマスタリングシリーズ】 Blu-spec CD2 / 紙ジャケット |